# Reichspresseschule
Die Reichspresseschule (RPS) in Berlin war während der NS-Zeit eine Anstalt des öffentlichen Rechts, eine juristisch unselbständige Einrichtung des Reichsverbandes der Deutschen Presse (RDP), die vom Reichsminister für Volksaufklärung und Propaganda (RMVP), Joseph Goebbels, initiiert wurde. Sie wurde an das Vorbild der von 1930 bis 1933 in Rom bestehenden faschistischen Presseschule angelehnt, die Goebbels 1933 besichtigt hatte.

## Rechtsgrundlage
Die Einrichtung der nicht-akademischen Bildungseinrichtung basierte auf dem am 4. Oktober 1933 veröffentlichten Schriftleitergesetz, das in seinem Paragraphen 5 Absatz 6 vorsah, „Schriftleiter kann nur sein, wer fachmännisch ausgebildet ist“. In Paragraph 7 Absatz 1 wurde dann erläutert, „fachmännisch ausgebildet“ sei, „wer sich durch eine mindestens einjährige Ausbildung bei einer Schriftleitung einer deutschen Zeitung […] die Kenntnisse eines Schriftleiters erworben hat […] und dies durch ein Zeugnis der Schriftleitung nachweist“. Die Lehrgangszeit an der Reichspresseschule sollte nicht auf die im Schriftleitergesetz festgelegte Ausbildungszeit von einem Jahr angerechnet werden. Der Begriff Schriftleiter stand für den Redakteur.
Per Anordnung des Reichsverbandes der Deutschen Presse (RDP) vom 23. Juli 1936, veröffentlicht im Periodikum Deutsche Presse, gab der Leiter des RDP, Wilhelm Weiß, vor: Der Besuch der Reichspresseschule stelle „einen wesentlichen Bestandteil der fachmännischen Ausbildung“ dar. Weiß beanspruchte für sich, den Leiter der Reichspresseschule zu ernennen. „Im neuen Reich“ sei der Journalismus „keine bürgerliche Angelegenheit mehr, sondern eine Aufgabe für ganze Kerle und charaktervolle Menschen“.
Erst in der zweiten Auflage des offiziellen Gesetzeskommentares 1938 wurde dann die Reichspresseschule erwähnt: „Als weitere Voraussetzung für die ordnungsgemäße Ausbildung ist der Besuch der Reichspresseschule vorgesehen“.

## Hintergrund
Das Schriftleitergesetz führte zu einem deutlichen Personalrückgang in den journalistischen Arbeitsbereichen, da es Juden (Ausnahme: ehemalige Frontkämpfer) und politisch missliebige Menschen ausschloss. Die Reichspresseschule sollte fachlich geschulte und im Sinn der NS-Ideologie zuverlässige Schriftleiter heranbilden. Die Schriftleiter wurden einer „Mitwirkung an der Gestaltung des geistigen Inhalts deutscher Zeitungen“ verpflichtet und waren dafür künftig nicht mehr den Verlegern, sondern dem „Volkskörper“ verantwortlich. Für deren Zulassung war der erfolgreich abgeschlossene Schriftleiter-Lehrgang an der Reichspresseschule Voraussetzung. Auch die akademisch gebildeten Zeitungswissenschaftler deutscher Universitäten mussten demzufolge einen Lehrgang an der Reichspresseschule absolvieren, um Schriftleiter werden zu können. Demgegenüber besagt ein neueres Forschungsergebnis, der Besuch der Reichspresseschule sei wie bei ihrem italienischen Vorbild nie obligatorisch gewesen und habe sich auch zu keinem Zeitpunkt gegen die akademische journalistische Ausbildung durchsetzen können.
Die damaligen Zeitungswissenschaftler sahen die Reichspresseschule skeptisch bis abweisend, da sie in deren nicht-akademischer Ausbildung eine Bedrohung ihres Berufsstandes erkannten.
Zeitungen, Zeitschriften und Bücher standen den Lehrgangsteilnehmern in einer umfangreichen Bibliothek zur Verfügung, deren Einrichtung und Ausstattung bis 1939 rund 15.000 Reichsmark kostete.

## Voraussetzungen
Bedingung für die Aufnahme in die Reichspresseschule waren die Volljährigkeit des jeweiligen Bewerbers und der erfolgreiche Abschluss eines neunmonatigen (ab 1936: zehnmonatigen) Volontariats bei einem deutschen Presseorgan. Diese Medien hatten für ihren Volontär die Kosten des Lehrgangs zu tragen, der ein Taschengeld für die Teilnehmer beinhaltete.
Das Schulgeld betrug monatlich 50 Reichsmark; Stipendien waren nicht vorgesehen. Im Rahmen einer Aufnahmeprüfung galt es, 121 Fragen eines Fragebogens „stichwortartig im Telegrammstil“ zu beantworten, zu Welt-, Innen- und Kulturpolitik, Wirtschaft, Sozialismus, Volkstum, Rassenlehre und Judenfrage.

## Lehrgänge
Am 9. Januar 1935 begannen unter dem Leiter Wolf Meyer-Christian die Lehrgänge der Reichspresseschule, die in einer Villa in Berlin-Dahlem in der Messelstraße 5–11 angesiedelt worden war. Das hochherrschaftliche Anwesen hatte zuvor dem jüdischen Ehepaar Hermann und Johanna „Hansi“ Ploschitzki gehört, das in Potsdam das Warenhaus F. Schwarz (später umbenannt: Warenhaus Lindemann) betrieben hatte. Zur Reichspresseschule finden sich über Suchmaschinen diverse Fotos einer kommerziellen Bildagentur.
Behelfsmäßig wurden die Lehrgangsteilnehmer wie in einem Internat untergebracht, zunächst in der ersten Etage eines Mietshauses in Berlin-Tiergarten, Klopstockstraße 52. Vorab erhielten sie exakte Vorgaben hinsichtlich mitzubringender Utensilien wie Bekleidungsgegenständen, Besteck, Passbild und Schreibmaschine. Zu Beginn wurden alle Teilnehmer für zwei Wochen in das Schulungslager Gütergotz südöstlich Berlins beordert, wo sie „kein schmissiges, sondern ein kommissiges Leben“ erwartete. Reichsschulungsleiter Hans Schwarz van Berk hatte dazu bereits Ende 1934 angekündigt: „Jetzt stehen wir am Beginn einer Standesbildung, die derjenigen des preußischen Offizierskorps entspricht. Wir sind in unserem Dienst dem Staat verbunden. Darum hat auch die Erziehung des Nachwuchses an die besten Traditionen der preußischen Armee anzuknüpfen und seine Ausbildung der des Kadettenkorps zu entsprechen.“
Die Absolventen der Lehrgänge der Reichspresseschule erhielten kein Zeugnis. Stattdessen wurde ein Gutachten erstellt, das eine Beurteilung enthielt. Lehrgangsteilnehmer, die zwischenzeitlich der Schule verwiesen wurden, hatten eine Chance auf Wiederholung, sofern sie mit keinem Berufsverbot belegt worden waren.
Dreizehn Lehrgänge wurden insgesamt durchgeführt, der vierzehnte war mit Beginn zum Ende des Monats September 1939 geplant. Die Kandidaten dafür hatten bereits ihre Vorprüfung am 20. Juli 1939 hinter sich. Am 14. August 1939 wurde ihre formelle Einberufung für diesen Lehrgang versandt. Der Kriegsbeginn am 1. September 1939 veränderte jedoch die Bedingungen, die Reichspresseschule wurde geschlossen. Der Bedarf der Wehrmacht an Soldaten erhielt Vorrang.

## Leitungsfunktionen
- Hans Schwarz van Berk (1902–1973), Journalist, Reichsschulungsleiter der Deutschen Presse; Mitglied des Präsidialrates der Reichspressekammer, Mitglied des Pressegerichtshofes[25]
- Károly Kampmann (1902–1945), Journalist, Politiker, Staatsbeamter, Vorsitzender der Schulungsleitung und Mitglied des Verwaltungsrates der Reichspresseschule

## Absolventen (Auswahl)
- Rudolf Hagelstange (1912–1984), Sportler, Journalist, Schriftsteller, Publizist
- Werner Krueger (1915–1998), Journalist, NWDR/WDR-Chefredakteur Fernsehen, später stellv. Leiter des Bundespresseamtes[26]
- Wilfred von Oven (1912–2008), Journalist, Publizist, Staatsbeamter, Angehöriger der Legion Condor, Pressereferent von Joseph Goebbels im RMVP
- Jürgen Petersen (1909–1991), Journalist[11]
- Robert Schmelzer (1914–1996), Journalist[11]
- Herbert Schwörbel (1911–1988), Journalist, Jurist, Diplomat (Botschafter der Bundesrepublik Deutschland)
- Gerhart Weise (1913–ca. 1945), Journalist[27]
- Friedrich Wolff (1912–1976), Journalist und Politiker[28]